# Бобинський Василь Петрович
Васи́ль Петро́вич Боби́нський (11 березня 1898, м. Кристинопіль Львівського воєводства; нині Шептицький Львівської області — 8 січня 1938 ГУЛАГ СРСР) — український поет, журналіст, перекладач. Член літературної організації «Західна Україна» та ВУСПП. Один з представників розстріляного відродження.
Жертва сталінського терору.

## Життєпис

Василь Бобинський з дружиною Емілією та сином Борисом, 1930 р.

Народився 11 березня 1898 року в родині залізничника, Петра Бобинського із Добрячина, та Євлампії Козак із Кристинополя. Хрещений 13 березня у церкві Св. Юра у Кристинополі. 
Навчався у гімназіях Львова та Відня. Учасник воєнних дій 1918—1920 у складі Української Галицької армії. 1920 певний час перебуває у Києві. Тут знайомиться з українськими поетами-модерністами, зокрема з Яковом Савченком та Дмитром Загулом. 1921 виїжджає у польську зону окупації України, оселяється у Львові. Редагує разом із Шкрумеляком, Купчинським і Бабієм журнал «Митуса».
Одним із перших серед українських поетів виступив у жанрі еротичної поезії. Це вінок сонетів «Ніч кохання» (написано 1921—1922, а 1923 видано окремою книжкою у львівському видавництві «Молочний шлях»).
У цей час відбувається стрімка ідеологічна ґенеза поета — він починає сповідувати виразно лівацькі ідеї. Від 1923 вже працює у нелегальній комуністичній пресі Польщі, член КПЗУ. 1925 виходить його вірш «Стежка» у дніпропетровському журналі «Зоря». Видавав літературний тижневик «Світло» (1925—1927), був редактором журналу «Вікна» (1927—1930), який поширювався в СССР. Один з організаторів групи промосковських письменників «Горно» у Польщі.
Зазнав переслідувань польської влади. У 1926 у польській в'язниці написав поему «Смерть Франка», яку було з політичних мотивів відзначено премією Народного комісаріату освіти УСРР напередодні 10-ї річниці подій жовтня 1917.
Від 1930 емігрував з Польщі до Харкова, у більшовицьку Україну. Був членом літературної організації «Західна Україна» та ВУСПП, але майже відразу потрапляє від вогонь хамської більшовицької критики. Невдовзі, 25 грудня 1933, заарештований командою НКВД СССР (1933) нібито як член УВО, посаджений у підвал спецкорпусу тюрми НКВС на Чернишевській у Харкові. Прокурор Крайній, якого самого невдовзі уб'ють комуністи, вимагав для поета три роки концтаборів.
1934 Бобинського вивезли у телячих вагонах на каторжні роботи каналу Волга — Москва. По етапу за ним пробувала мандрувати молода дружина із маленькою дитиною.
1937 його знову заарештовано. 2 січня 1938 засуджений до страти. Розстріляний 8 січня 1938.
Реабілітований 1956 року.

## Сім'я
Родина Василя Бобинського походила із села Добрячин, Шептицького району, Львівської області. Дід Василя Бобинського – Микола Бобинський, бабуся — Марія Дубська. Обоє родом із Добрячина. Сім'я мала четверо синів: Павла, Дмитра, Миколая та Петра. Усі поховані на цвинтарі у Добрячині.  
Батько Василя Бобинського, Петро, працював залізничником у Кристинополі, мешкав у селі Новий Двір, поруч із Кристинополем у будинку № 86. У 1896 році Петро Бобинський одружився із Євлампією Козак, мешканкою Кристинополя, дочкою скарбника Григорія і Марії Лода з с.Дмитрів.  
Дружина Василя Бобинського – Емілія Бобинська (уроджена Пастушенко) (1906-1946). Син – Борис Бобинський (1929-1970) — український поет, режисер. 
Після арешту батька син Борис потрапив до дитячого будинку в Курську, а дружина Емілія заслана до табору для дружин «ворогів народу» в Караганді. Під час навчання у сьомому класі Борис отримав лист від матері, розшукав її та у 1945 році повернувся з нею на Тернопільщину. Через рік мати померла. У 1950 році за виконання «антирадянських» пісень і збирання грошей для ОУН Борис Бобинський був заарештований і засуджений до 15 років концтаборів. Перебував у Воркуті. Звільнений у 1955 році, після чого працював на Львівській студії телебачення. Помер від нещасного випадку біля Хотина, Чернівецька область.  Дружину Бориса Бобинського звали Софія. Одна з доньок мешкає у Філадельфії, США. 

## Твори
У Польщі випустив чотири поетичні збірки:
- В притворі храму. — Львів, 1919
- Поезії. Книжка перша. — Львів, 1919
- Ніч кохання. Вінок сонетів. — Львів, 1923
- Тайна танцю. — Львів, 1924.

В УСРР вийшло три поетичні книжки:
- Поезії. Вибір за десятиліття 1920—1930. — Харків, 1930
- Слова в стіні. — Харків, 1932
- Поеми і памфлети. — Харків, 1933.

Прозові твори:
- Повість «За Збручем сходило сонце» (1924)
- Оповідання «Гість із ночі» (1927)
- Оповідання «Страх» (1931)
- Роман «Львів» (1930-1932)

Працював і як перекладач. Перекладав поезії і новели з польської, французької, російської та німецької, зокрема — низки новел Штефана Цвайґа («Лист незнайомої», «Амок», «Вуличка в місячному світлі», «Згасле серце»). Вперше переклав українською мовою твори Артюра Рембо.

## Пам'ять

Червоноград, Україна

Вулиці Бобинського є у низці міст Галичини, зокрема невелика вулиця Бобинського є у його рідному місті Шептицький.

## Аудіозаписи творів
- Василь Бобинський. «За вікном сніг»